# Guus Beumer (cultureel ondernemer)
Guus Beumer (Subang, 1955) is een Nederlands cultureel ondernemer en museumdirecteur.

## Leven en werk
Beumer studeerde andragologie aan de Universiteit van Amsterdam. Hij studeerde in 1985 af op het onderwerp lokale televisie. Eerst werkte hij in de modesector: in de jaren negentig was Beumer artdirector van de modemerken Orson + Bodil en SO.
In 2005 werd Beumer directeur van Marres, Huis voor Hedendaagse Cultuur in Maastricht. In dezelfde stad was hij directeur van het platform voor architectuur, stedenbouw en design NAi Maastricht (na 2013: Bureau Europa). In 2011 was Beumer verantwoordelijk voor het Nederlandse paviljoen op de Biënnale van Venetië. Verder schreef hij onder meer columns voor Metropolis M.
In 2013 gaf hij zijn functies in Maastricht op en kreeg hij de leiding over Het Nieuwe Instituut in Rotterdam, een fusie van het Nederlands Architectuurinstituut , het Virtueel platform en het Nederlands Instituut voor Design en Mode ('Premsela'). In de zomer van 2015 maakte Het Nieuwe Instituut bekend dat het een onderzoek door een onafhankelijke commissie instelde naar mogelijke belangenverstrengeling van Beumer en van een lid van de Raad van Bestuur.

## Publicaties (selectie)
- Alexander van Slobbe en Guus Beumer: De bizarre gelaagdheid van de mode. Haarlem, Lumiance, 2000
- Guus Beumer e.a. (samenst. en eindred.): De nieuwe kleren. Over modevormgeving en ecologie. Amsterdam, De Balie, 1993. ISBN 90-6617-120-0